# Cichy (dopływ Wielkiego Rogoźnika)
Cichy – potok będący górnym biegiem potoku Wielki Rogoźnik. Na mapie Geoportalu opisany także jako potok Ciche. Wypływa na wysokości około 950–970 m w kilku źródłach znajdujących się u północno-zachodnich podnóży Gruszków Wierchu (1030 m) i północno-wschodnich podnóży Tominów Wierchu (1019 m) na Pogórzu Gubałowskim. Spływa przez miejscowość Ciche doliną między grzbietami tych szczytów. Wypływa na Kotlinę Nowotarską i w miejscowości Stare Bystre łączy się z potokiem Bystry, dając początek potokowi Wielki Rogoźnik. Następuje to na wysokości 643 m, w miejscu o współrzędnych 49°24′48″N 19°53′24″E/49,413333 19,890000. 
Większymi dopływami Cichego są potoki: Szymejowski Potok, Chochołów Potok, Szymusiaczy Potok, Potok za Groniem, Pasieczański Potok i Wojcieszacki Potok. Wszystkie są lewobrzeżne, dolina Cichego jest więc wybitnie niesymetryczna.